# Petar Miloš
Petar Miloš (Crvenice, Tomislavgrad, 18. srpnja 1948. − 25. kolovoza 2015.), hrvatski novinar, književnik, pisac i kolumnist.

## Životopis
Rodio se je 1948. godine u Crvenicama u duvanjskom kraju, od roditelja koji su bili udovac i udovica. Školovao se u Seonici, Mesihovini, Rakitnom i Viškovcima. Kad je rođak kupio kuću u Slavoniji, pošao je s rodbinom, a jer otac nije imao novaca, Miloš nije mogao u školu, nego je morao raditi, no radio je i učio. Probijao je ceste, kupio bicikl, sam se školovao, kopao kanale i sl. 
Gimnaziju je završio u Đakovu. Studirao je na Filozofskom fakultetu u Sarajevu filozofiju i njemački jezik. Radio je četiri godine u školi u Jajcu. Radio je na tome da se u duvanjskim školama umjesto ruskog uči njemački jezik, s obzirom na brojne iseljenike i gastarbajtere u Njemačkoj. U općini je molio da se uvede njemački, ali nije išlo. Zbog toga je predavao njemački u Šujici, Bukovici i Duvnu. Dva je mjeseca bio radnik na privremenom radu u inozemstvu (gastarbajter u SR Njemačkoj) u Hamburgu i u Münchenu, gdje je čistio na gradilištima, radio u zatvoru i dr. Poslije je započeo s novinarskom karijerom. Gotovo četiri desetljeća bavio se je novinarskim i književnim radom. Prvo je bio dopisnik RTV Sarajevo iz Duvna i regije. Radio je ondje od 1976., kad je u dopisništvu Radio Sarajeva radio Ante Ivanković. Pisao je u sarajevskom Oslobođenju. Od 1986. je dopisnik TV Sarajeva iz Mostara i za Radio Mostar. Autor je više dokumentarnih reportaža. Pred velikosrpsku agresiju na Hrvatsku i BiH izvješćivao je s Kosova. Za vrijeme velikosrpske agresije na BiH bio je šef informativne službe Sanitetskog stožera Hrvatske Republike Herceg Bosne i dopisnik HTV-a sa Širokog Brijega. Iz tih dana je Milošev dokumentarni film Herceg Bosna u ratu. Osim za HTV, ratnih je godina izvješćivao za WDR i Glas Amerike.
Od 1993. piše kolumne (Hercegovački zapisi) za Slobodnu Dalmaciju, gdje je svojim pisanjima smojinski i raosovski na informativan i duhovit način približio ostatku Hrvatske hercegovački, livanjski i duvanjski svijet. Opisao je sve vrste ljudi. Duhovito se znao narugati ljudskim manama, ali uvijek s ljubavlju, nikad s mržnjom.
Osobito se bavio rodnim duvanjskim krajem. Kroz novinarski rad i književna djela, humoreske, pripovijetke, romane i drame spominje likove i radnje iz svog rodnog kraja čime je čuvao, štitio i razvijao kulturnu baštinu duvanjskih prostora i šireg zavičaja. U novinarskim je prilozima i svoje humoreske stavljao u prvi plan "teme iz duvanjskog kraja, priče o duvanjskom čovjeku u zavičaju i na njemačkim bauštelama. Nitko tako životno i zanimljivo, često na humorističan, ironičan i satiričan načni nije opisao duvanjskog gastarbajtera." i upravo je na Miloševu inicijativu podignut spomenik gastarbajterima u Tomislavgradu. Suradnik i prijatelj radijske postaje na hrvatskom jeziku Radio Tomislavgrad. Postaja je u znak sjećanja na svog prijatelja osmislila emisiju „Klub Pet Mil“ u kojoj uz Miloševe priče donose također i priče i drugih duvanjskih književnika.
Rat je prikazao plastično i dramatično, opisavši uloge raznih tipova i politika u njemu, ne idealiziravši nitkog i ni u najtežim vremenima nije zatvarao oči pred pogreškama i zloupotrebama.
Član Društva hrvatskih književnika i Društva hrvatskih književnika Herceg Bosne.
Umro je nakon kratke bolesti u obiteljskome domu na Laticama, a pokopan je na crveničkome groblju.

## Djela
- Legende o rodijaku Ćipi, humoristični roman (4 izdanja u nakladi od preko 10.000 prodanih primjeraka)
- Ratne legende o rodijaku Ćipi, roman
- Hercegovački zapisi, zbirka kolumni, priča i eseja
- Rodijaci, komedija
- Budala na određeno vrijeme, komedija
- Astanko, komedija
- Lekvidacija, drama

Osim navedenih djela, napisao je više kratkih priča i putopisa koje je objavio u raznim novinama i časopisima.
Petar Miloš je pripremio cijeli scenarij za televizijsku seriju koja još nije ekranizirana. Scenarij je napisao prema Legendama o rodijaku Ćipi. Pripremljene su 24 epizode.
Djela Rodijaci, Lekvidacija i Budala na određeno vrijeme uprizorena su na kazališnoj pozornici.

## Nagrade i priznanja
- Djelo Rodijaci uvršteno je u Antologiju hrvatske drame u BiH akademika Veselka Koromana.
- Uvršten je u dvije duvanjske antologije: Za zvijezdom Duvanjskom i Tko je tko u Tomislavgradu- Duvanjski književnici.
- 2014. nagrada za doprinos Tomislavgradu, na prijedlog Udruge za informiranje i kulturu „Tomislav“.